# Samson Mulugeta
Samson Mulugeta est un joueur de football international éthiopien, né le 14 décembre 1983.
Depuis 2002, il évolue comme défenseur à Saint-George SA, un club éthiopien de football basé à Addis-Abeba. Il compte douze sélections en équipe d'Éthiopie de football, entre 2003 et 2011